# Tatort: Sonnenfinsternis
Sonnenfinsternis ist ein Fernsehfilm aus der Kriminalreihe Tatort der ARD, des ORF und SRF. Der Film wurde vom MDR produziert und am 1. Januar 2006 erstmals ausgestrahlt. Es handelt sich um die Tatort-Folge 619. Für den Kriminalhauptkommissar Bruno Ehrlicher (Peter Sodann) und seinen Kollegen Kain (Bernd Michael Lade) ist es der 19. Fall, in dem sie in Leipzig ermitteln.

## Handlung
Der Fahrer der Leipziger Käserei Dettmer Ludwig Noack erhält in der Nacht einen Anruf und eilt in die Käserei. Am nächsten Morgen wird er in der Desinfektionskammer der Käserei tot aufgefunden, er ist qualvoll erstickt. Noacks Chefin Katharina Dettmer gibt sich betroffen und will nichts gesehen oder gehört haben, ihr Bruder Jörg war mit seinem Sohn Manuel auf einer Fachmesse in Berlin. Noacks Witwe Simone sagt aus, dass sie in Geldschwierigkeiten gewesen seien wegen ihrer Eigenheimsanierung. Plötzlich habe er vor ein paar Monaten das Geld in bar auf den Küchentisch gelegt. Woher er das Geld hatte, habe er ihr nicht erzählt. Kurz darauf kam er mit Verletzungen nach Hause. Seine Chefin sagt aus, dass er von einem Unbekannten zusammengeschlagen worden war. Sie hatte sich die Autonummer des Angreifers notiert. Es war die des Geldeintreibers Martin Strasser, der einschlägig vorbestraft ist. Strasser streitet ab, Noack oder die Käserei gekannt zu haben. Ehrlicher und Kain nehmen Strasser vorläufig fest. Katharina Dettmer identifiziert Strasser und sagt aus, dass er das Haus der Dettmers zwei Tage zuvor nachts beobachtet hätte. Kain sieht den Fall als gelöst, Ehrlicher hingegen hat Zweifel. Für die Nacht, in der Strasser das Haus beobachtet haben soll, hat er ein Alibi.
Ehrlicher befragt erneut Katharina Dettmer. Es stellt sich heraus, dass sie aus der Entfernung und bei den Lichtverhältnissen niemanden hätte erkennen können. Staatsanwältin Mitterer teilt den Beamten mit, dass ein Bäcker namens Klaus Röbel vor Jahren die Bäckerei gegenüber der Käserei Dettmer betrieb. Die Schulmädchen, unter anderem auch Katharinas Tochter Julia, hätten Röbel angehimmelt. Noack vermutete sexuellen Missbrauch von Minderjährigen und drohte Röbel mit einer Anzeige. Nachdem Noack Julia erneut allein bei Röbel antraf, rief er die Polizei. Als diese eintraf, waren beide verschwunden. Später tauchte Röbel allein wieder auf, Julia blieb verschwunden. Röbel beteuerte seine Unschuld, wurde aber durch die Aussage von Noack und aufgrund von Indizien verurteilt. Noch im Gerichtssaal hatte Röbel Noack mit Rache gedroht. Am Tag des Mordes an Noack war Röbel vorzeitig entlassen worden. Gegenüber Ehrlicher beteuert Röbel seine Unschuld. Seine Freundin Vera Bednarz bestätigt, dass sie die gesamte Nacht zusammen verbracht hätten. Ehrlicher und Kain halten ihn dennoch für den Hauptverdächtigen. Allerdings wurde am Tatort eine Goldkette gefunden, wie sie auch Katharina Dettmer trägt. Walter bekommt aus der KTU die Information, dass der Mörder wahrscheinlich einen Komplizen gehabt haben muss. Röbel und Strasser kennen sich aus dem Gefängnis, Röbel hatte Strasser nach einer Gewalttat gegen einen Mithäftling gedeckt. Ehrlicher ist sich sicher, dass Strasser Noack vor einem halben Jahr im Auftrag Röbels zusammengeschlagen hat, dass er der Mörder ist, bezweifelt er allerdings.
Ehrlicher findet heraus, dass Röbels Freundin Vera Bednarz die Ex-Frau von Jörg Dettmer ist. Die Dettmers zeigen sich überrascht von der frischen Beziehung von Vera mit Röbel. Vera versucht, von Röbel das Versteck von Julias Leiche zu erfahren, als Ehrlicher und Kain die beiden aufsuchen und sie befragen. Röbel räumt ein, nach seiner Entlassung Noack gefolgt zu sein und ihn angerufen zu haben, um ihm Angst zu machen. Röbel erfährt bei dieser Gelegenheit, dass Vera die Ex-Frau von Jörg Dettmer ist, daraufhin beendet er die Beziehung zu ihr. Von Noacks Witwe Simone erfahren die Beamten, dass Manuel Dettmer, der Juniorchef der Käserei, und ihr Mann bis vor wenigen Monaten ein sehr gutes Verhältnis zueinander hatten. Dann hätten sie sich plötzlich aus ihr unbekannten Gründen überworfen und Manuel habe sich seinem Vater angenähert, zu dem er zuvor ein schwieriges Verhältnis gehabt hatte. Manuel habe Noack damals auch das Geld geliehen. Die Beamten rätseln, woher Manuel, der nur wenig im Betrieb seines Vaters verdient, das Geld hatte und warum es zum Zerwürfnis zwischen ihm und Noack kam. In der Nacht schlägt Röbel Manuel, der sich im Wochenendhaus seiner Familie versteckt und vor der Polizei fliehen will, nieder und entführt ihn, um von ihm ein Geständnis zum Mord an Julia abzupressen.
Am nächsten Morgen suchen Vera und Katharina gemeinsam Röbel auf und entführen ihrerseits ihn, weil sie von ihm den Fundort von Julias Leiche erfahren wollen. Die beiden Frauen haben über Jahre den gemeinsamen Racheplan verfolgt, Veras Beziehung zu Röbel war taktischer Natur. Auf eine Befragung Ehrlichers und Kains gibt Jörg Dettmer an, dass das Geld, das Noack erhielt, aus der Firmenkasse war, Manuel habe lediglich als Geldbote fungiert. Im Wochenendhaus der Dettmers waren Blutspuren von Manuel gefunden worden. Offensichtlich ist er in großer Gefahr, die Beamten konfrontieren Dettmer damit. Dettmer gesteht daraufhin, dass Manuel seine Cousine Julia umgebracht und sich damals lediglich Noack anvertraut hatte. Daher hatte Manuel Noack das Geld gegeben, als dieser in Geldnot kam. Als Strasser Noack in Röbels Auftrag zusammenschlug, hat Noack ihm den Mord Manuels gestanden. Seitdem wusste Röbel, wer Julia umgebracht hatte. Jörg Dettmer tötete Noack, nachdem dieser ihm das Geheimnis verraten hatte, weil er Angst hatte, Noack könnte es weitererzählen. Ehrlicher und Kain gelingt es, Röbel aus der Gewalt von Katharina und Vera zu befreien und auch Manuel zu finden. Manuel gesteht, dass er mit Julia zusammen war, doch diese hätte sich dann in Röbel verliebt. Als er sie zurückgewinnen wollte, hatte sie ihn nur ausgelacht, woraufhin er sie im Affekt tötete und die Spuren so legte, dass Röbel als Täter erscheinen musste.

## Hintergrund
Die Dreharbeiten zu diesem Tatort fanden vom 23. August 2005 bis zum 20. September 2005 in Leipzig und Umgebung statt.
Bei seiner Erstausstrahlung am 1. Januar 2006 wurde die Folge Sonnenfinsternis in Deutschland von 7,72 Millionen Zuschauern gesehen, was einem Marktanteil von 19,9 Prozent entsprach. In der werberelevanten Zielgruppe sahen 2,42 Millionen bei 14,5 Prozent Marktanteil zu.
Der Tatort Sonnenfinsternis erschien 2008 als Hörbuch in gesprochener Form von Schauspieler Peter Sodann, der in diesem Tatort den Kriminalhauptkommissar Bruno Ehrlicher verkörpert.

## Kritik
Die Kritiker der Fernsehzeitschrift TV Spielfilm vergaben für diesen Tatort die bestmögliche Wertung und zogen als Fazit: „Hier stinkt vieles zum Himmel. Dranbleiben!“.